# Y1B-20 (航空機)
Y1B-20（Boeing Y1B-20）とは、アメリカ合衆国の航空機メーカーであるボーイングが開発しようとしたレシプロ大型爆撃機である。ボーイングの社内名称は「モデル316」である。

## 概要
ボーイングがアメリカ陸軍航空隊向けに開発していた大型爆撃機XB-15は諸般の問題により制式採用されなかった。ボーイングではXB-15のエンジンの推進力を強化した拡大改良機B-20を開発することになった。なお「Y1」とは会計年度の予定された予算外による開発費支給という意味である。これは1938年に軍部から試作機2機の発注が内示されたが、直後にキャンセルされ構想のみで幻に消えたためである。結局、計画はキャンセルされたがボーイングは開発研究をすすめ、第二次世界大戦で活躍するB-29の開発の基礎となった。

## 性能要目（予定値）
- 乗員: 10
- 全長：33.3m
- 全幅 ：47.8m
- 高さ：7.1m
- 空虚重量：39700Kg
- 全備重量：41500Kg
- 最大離陸重量 ：47700Kg
- 飛行機関: Wright GR-2600-A73, 1,350 hp (1,000 kW)4基
- 最大速度 ：415Km/h
- 巡航速度 ：389Km/h
- 航続距離 ：4,000マイル（6400Km）
- 武装

7.62ミリ機関銃3丁
12.7ミリ機関銃4丁
爆弾：17600ポンド（6620Kg）